# Milford Township (comté de Bucks, Pennsylvanie)
Pour les articles homonymes, voir Milford Township.
Milford Township est un township, situé dans le comté de Bucks, en Pennsylvanie, aux États-Unis,. En 2010, il comptait une population de 9 902 habitants. Son siège est situé à Quakertown.

## Démographie
Lors du recensement de 2010, le township comptait une population de 9 902 habitants. Elle est estimée, en 2016, à 10 073 habitants.

### Source de la traduction
- (en) Cet article est partiellement ou en totalité issu de l’article de Wikipédia en anglais intitulé « Milford Township, Bucks County, Pennsylvania » (voir la liste des auteurs).